# Gülcan Mıngır

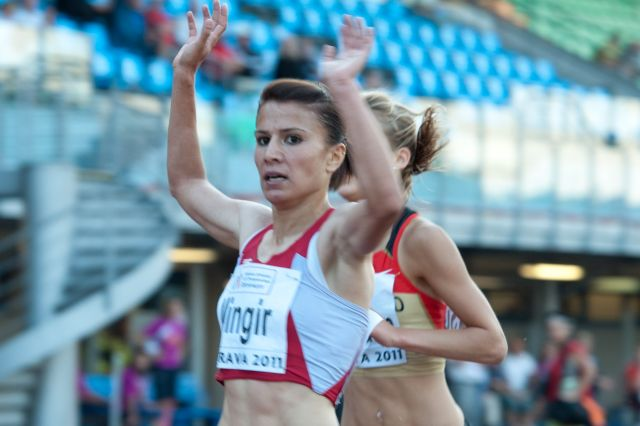
Gülcan Mıngır 2011 in Ostrava

Gülcan Mıngır (* 21. Mai 1989 in Döğer) ist eine türkische ehemalige Langstreckenläuferin, die sich auf den Hindernislauf spezialisiert hatte.
Erste internationale Erfahrung sammelte Mıngır bei den Juniorenweltmeisterschaften 2008 in Bydgoszcz, wo sie den zwölften Platz im Hindernislauf belegte. Bei den U23-Europameisterschaften 2011 in Ostrava gewann sie die Goldmedaille. Im selben Jahr trat sie auch bei den Weltmeisterschaften in Daegu an, schied jedoch als Sechste ihres Vorlaufs bereits in der Vorrunde aus.
Im Juni 2012 stieß Mıngır in die Weltspitze vor, als sie ihre Bestzeit in Sofia um über 26 Sekunden auf 9:13,53 min steigerte. Damit stellte sie einen türkischen Rekord auf und rückte auf den sechsten Platz der ewigen europäischen Bestenliste vor. Einige Wochen später wurde sie ihrer neuen Favoritenrolle bei den Europameisterschaften in Helsinki gerecht und gewann den Titel vor der später wegen Dopings disqualifizierten Switlana Schmidt (Ukraine) und der Deutschen Antje Möldner-Schmidt. Mıngır stand im Aufgebot der türkischen Mannschaft für die Olympischen Spiele 2012. In London legte sie die 3000-Meter-Hindernis-Strecke im Vorlauf in 9:47,35 min zurück. Damit konnte sie sich nicht für das olympische Finale qualifizieren.
Ihre gesamten Ergebnisse im Jahr 2013, wie bei den Paavo Nurmi Games, den Mittelmeerspielen und der Universiade, wurden später wegen Dopings gestrichen.

## Doping
Gülcan Mingir geriet unter Dopingverdacht und wurde Anfang Februar 2020 von der unabhängigen Integritätskommission AIU des Weltleichtathletikverbandes World Athletics vorläufig suspendiert, da nach einem erneuten Test ihrer Probe von den Olympischen Spielen 2012 das verbotene Steroid Turinabol festgestellt wurde. Im April 2020 wurde sie vom Internationalen Olympischen Komitee (IOC) wegen Dopings nachträglich disqualifiziert und ihre Ergebnisse vom 4. August 2012 bis 3. August 2014 annulliert. Sie ist bis zum 2. Februar 2022 gesperrt.
Gülcan Mıngır studierte Sportwissenschaften an der Dumlupınar Üniversitesi und startete für den Fenerbahçe SK. Ihr Trainer war Ihsan Alptekin.